# Répercussions (téléfilm, 2008)

Répercussions est un téléfilm français réalisé par Caroline Huppert, diffusé le 25 octobre 2008 sur France 3.

## Synopsis
Une jeune femme est renversée délibérément par un chauffard et est tuée sur le coup. L'enquête, qui en découle, va bouleverser la vie de trois personnes.

## Fiche technique
- Réalisation : Caroline Huppert
- Scénario : Judith Louis
- Musique : Éric Neveux

## Distribution
- Bruno Slagmulder : Mathieu Villiers
- Sarah Grappin : Emma Lambert
- Éric Savin : Patrick Dalbray
- Nathalie Besançon : Sophie Dalbray
- Julia Maraval : Karine Blanchard
- Sören Prévost : Simon Boivin
- Lucien Jean-Baptiste : Commissaire Valréas
- Quentin Ogier : Laurent Villiers
- Nicolas Briançon : Maxime Leverdier
- Laurent Claret : Jacques Arnotti
- Nathalie Cerda : Solange Blanchard
- Olivier Saladin : Thomas Gauthier
- Éric Soubelet : le député
- Vanessa Guide : Jennifer Blanchard